# Andrew Fastow
Andrew Fastow (né le 22 décembre 1961) a été le directeur financier de la société Enron.